# Leptodactylus knudseni
Leptodactylus knudseni är en groddjursart som beskrevs av Heyer 1972. Leptodactylus knudseni ingår i släktet Leptodactylus och familjen tandpaddor. IUCN kategoriserar arten globalt som livskraftig. Inga underarter finns listade i Catalogue of Life.